# 新世界より (小説)
『新世界より』（しんせかいより）は、貴志祐介による日本の小説作品。2008年1月に講談社より出版された。2011年に講談社文庫で文庫化された。

## 概要
人々が念動力を手にした1000年後の世界を舞台とするサイエンス・ファンタジー作品。2008年、第29回日本SF大賞受賞作品。『SFが読みたい！ 2009年版』ベストSF国内篇では1位を獲得している。著者の3年半ぶりの長編小説であり、上・下の2冊構成の書き下ろし。文庫版は上・中・下の3冊。
本作のタイトルはアントニン・ドヴォルザークの『交響曲第9番《新世界より》』に由来する。この曲の第2楽章を原曲とした歌曲『家路』の歌詞が作中に何度か登場する。
2012年に漫画化され（『別冊少年マガジン』2012年6月号から2014年7月号まで連載）、同年10月から2013年3月までテレビアニメが放送された。また、『小説現代』2011年8月号から前日譚『新世界ゼロ年』（しんせかいゼロねん）が連載中。

## ストーリー
1000年後の日本。人類は「呪力」と呼ばれる超能力を身に着けていた。
注連縄に囲まれた自然豊かな集落「神栖66町」では、人々はバケネズミと呼ばれる生物を使役し、平和な生活を送っていた。その町に生まれた12歳の少女・渡辺早季は、同級生たちと町の外へ出かけ、先史文明が遺した図書館の自走型端末「ミノシロモドキ」と出会う。そこから彼女たちは、1000年前の文明が崩壊した理由と、現在に至るまでの歴史を知ってしまう。
禁断の知識を得て、早季たちを取り巻く仮初めの平和は少しずつ歪んでいく。

### 時系列・各エピソード
全6章構成。物語は早季の書いた手記という形で進行していく。内容的には、主人公たちが12歳・14歳・26歳の時期の3部に分けられる。
I.若葉の季節
神栖66町に生まれた渡辺早季は、他の子供たちと同じく12歳で呪力が発現し、小学校「和貴園」を卒業して、呪力の訓練を行う「全人学級」に入学する。
同級生の朝比奈覚・青沼瞬・秋月真理亜・伊東守と共に利根川上流に夏季キャンプに行った早季たちは、先史文明が遺した「国立国会図書館つくば館」の端末機械である「ミノシロモドキ」と遭遇する。早季たちはミノシロモドキから、「悪鬼」と「業魔」の正体、呪力がもたらした文明の崩壊、そして現在の社会が作られた経緯といった、禁断の知識に触れてしまう。
直後、清浄寺の僧侶・離塵が現れる。離塵によってミノシロモドキは破壊され、早季たちは暗示により呪力を凍結されて連行される。
II.夏闇
連行中、早季たちは人間に服従しない外来種のバケネズミの襲撃を受ける。離塵はこれを退けるも、その後現れた風船犬の爆発に巻き込まれ死亡する。呪力を失った早季たちは逃走を図るが、早季と覚の二人はバケネズミに捕らえられる。二人はそこからなんとか脱出し、「塩屋虻コロニー」のバケネズミ・スクィーラに救われる。早季たちを捕らえたのは外来種の「土蜘蛛コロニー」で、塩屋虻と土蜘蛛は戦争中であることが判明する。
土蜘蛛の奇襲攻撃を受けた早季たちは、地中にあるバケネズミの巣の中で迷子になる。トンネルを歩いているうちに精神が朦朧としてくるが、早季は意識のレベルが下がった状態を利用して覚の呪力を復活させる。覚は呪力を使って巣穴から脱出し、土蜘蛛に反撃する。戦いを続けた覚は呪力の精度が落ち、撤退しようとする。撤退中に、「大雀蜂コロニー」の援軍が来て土蜘蛛を制圧する。
早季たちは、町の大人からの命令を受けてバケネズミが自分たちを始末するのではないかと恐れ、コロニーから逃走する。そして他の三人と合流を果たし、カヌーに乗って町に戻る。早季は瞬の呪力も復活させる。
III.深秋
神栖66町に帰還した早季たちは、面談を受けるが、何らかの処分が下されることはなかった。その後、5人全員が呪力を取り戻すことに成功する。
2年後、早季たちは14歳になっていた。瞬の様子がおかしくなり、学校にも来ないようになる。瞬の家に行こうとする早季だが、家の周囲の動植物は異形と化していた。瞬は、自らが、呪力が異常漏出し無意識に周囲のものを異形化させてしまう「業魔」になったことを告げる。瞬は押し寄せる大地に沈み、命を落とす。
IV.冬の遠雷
早季たち5人の班には稲葉良がいる。だが早季は、自分が知っていたのは良ではなく、他の誰かだという違和感があった。早季たちは倫理委員会議長である覚の祖母・富子の呼び出しを受ける。早季は富子から、自分が後継者候補だと告げられる。
2月、守が突然家出する。彼の後を追った早季たちは、守が処分に怯えていることを知る。守と、彼の話を聞いた真理亜は町に戻らないことを決意する。早季は教育委員会の尋問を受け、富子の指示で、覚と共に二人を連れ戻しに向かう。
守と真理亜を探す早季たち二人は、バケネズミの「塩屋虻コロニー」にたどり着く。奏上役スクィーラは「野狐丸」という名を授けられていた。塩屋虻は大雀蜂と並ぶコロニーとなるまでに発展しており、覚はバケネズミへの不安を覚える。早季は真理亜の置手紙を受け取る。手紙には、守と真理亜は異常な町には帰らず、遠い場所へ行くと記されていた。
V.劫火
12年が過ぎ、早季と覚は26歳になっていた。早季は保健所でバケネズミの調査・管理を担当し、覚は妙法農場で働いていた。傘下コロニーへの襲撃事件をきっかけに、バケネズミの大雀蜂と塩屋虻コロニーとの間で戦争が起こる。安全保障会議では、力をつけたバケネズミへの懸念が示される。
町で夏祭りが行われる。すると、振舞われた酒を飲んだ者が死に、それを皮切りに町民たちは爆弾、矢、銃による襲撃を受ける。バケネズミが人間に反旗を翻したのだった。人間側も呪力を使い反撃し、町民は五人一組になってバケネズミの掃討を始める。その最中、早季と覚のグループのメンバーが呪力で殺され、バケネズミの切り札が「悪鬼の子供」だと判明する。早季は、その容姿から、悪鬼の子が守と真理亜の実子であると確信する。
早季たちは清浄寺へと避難する。そこで早季は、司書である母親からの置き手紙を受け取る。それによれば、1000年前に呪力を持つ者を殺すために作られた大量破壊兵器「サイコ・バスター」が、まだ使える状態で東京に存在する可能性があるという。早季たちは、清浄寺にいた大雀蜂コロニーの将軍・奇狼丸、鳥獣保護官の乾と共に東京に向かう。なんとか東京にたどり着くが、バケネズミの追手はすぐ近くまで迫ってきていた。
VI.闇に燃えし篝火は
早季と覚たちは追手を警戒しながら、廃墟と化した東京の地下を進む。途中二手に分かれるが、早季のペアになった乾が水中生物から早季をかばい、命を落とす。早季は地上のビルの中の金庫から、細菌兵器「サイコ・バスター」の入った十字架を発見する。その後、覚、奇狼丸と合流する。
とうとう悪鬼の子がすぐ近くまで迫り、サイコ・バスターを使うも失敗する。その絶体絶命の状況で早季は、悪鬼の子は実は「本物の悪鬼」ではないと推測する。悪鬼の子は生まれて間もなくバケネズミに育てられたため、攻撃抑制と愧死機構が人ではなくバケネズミに対して働くというものだった。作戦により、命を捨てた奇狼丸は人間に化け、悪鬼の子の前に自ら姿を見せて攻撃させる。「同胞」たるバケネズミを殺してしまった悪鬼の子は、愧死機構により死亡する。
早季たちは、バケネズミの反乱の首謀者・スクィーラを拘束して町に戻る。主力を失ったバケネズミの軍勢は瓦解し、反乱は完全に鎮圧された。報復裁判で、スクィーラには無間地獄の刑が課せられた。一か月後、早季は戦後処理と町の復興に中心メンバーとして携わっていた。そこで覚は、バケネズミの遺伝子を調べて知った真実を告げる。バケネズミの正体はネズミを進化させた生物ではなく、呪力を持たなかった人間が変えられた存在だったのだ。
それから10年。覚と結婚した早季は子供を身ごもった。早季は新たな悪鬼や業魔の出現を危惧しつつも、未来への希望を抱いて手記を終える。

## 登場人物
「声」はテレビアニメ版の声優。

### 主要人物
渡辺 早季（わたなべ さき）
声 - 種田梨沙（12歳・14歳・26歳）、遠藤綾（36歳）
本作の主人公であり、語り手。
町長の父と、図書館司書を務める母を持つ。210年12月10日生まれ。好奇心が旺盛で、強靭な精神の持ち主。物語開始以前から瞬には好意を抱いている。
14歳の時、真理亜とは恋人同士だった。
ミノシロモドキから町では禁忌とされる情報を引き出してしまい、平和だった日常から、バケネズミたちの抗争や思いもしない災厄に巻き込まれてゆく。全人学級卒業後、保健所の異類管理課に勤務。
36歳の時点で覚と結婚しており、第一子を妊娠している。
朝比奈 覚（あさひな さとる）
声 - 東條加那子（12歳）、梶裕貴（14歳・26歳・36歳）
早季の幼馴染。陽気な性格の少年。悪戯好きで、ホラ話を吹聴する癖がある。
瞬とは14歳の時、恋人同士だった。美少年がタイプらしく瞬と別れた後に出来た恋人も美少年だった。
全人学級卒業後、妙法農場に就職する。
36歳の時点で早季と結婚しており、第一子を授かる。
原作では一人称は「僕」だが、アニメ版では基本的に「俺」になっている。
秋月 真理亜（あきづき まりあ）
声 - 花澤香菜
早季の幼馴染。赤い髪の美少女。
14歳の時、早季とは恋人同士だった。
長らく守の片思いの相手であったが、当番委員の投票以来、彼の思いが結実する。
伊東 守（いとう まもる）
声 - 工藤晴香（12歳）、高城元気（14歳）
繊細な心故に儚げな精神の持ち主。友愛園出身。呪力を用いた絵画の名人であり、これによって真理亜への恋心を表現していた。
青沼 瞬（あおぬま しゅん）
声 - 藤堂真衣（12歳）、村瀬歩（14歳）
早季の幼馴染。非常に聡明で大人びている、面倒見の良い少年。物語開始以前から早季に好意を持っている。
14歳の時、急に恋人だった覚と別れ、仲の良かった一班の生徒を避けはじめる。
天野 麗子（あまの れいこ）
声 - 堀江由衣
早季の幼馴染で同じ全人学級一班のメンバー。早季の学級進学早々、学校からいなくなる。

### その他の人物
稲葉 良（いなば りょう）
声 - 山口立花子（12歳）、逢坂良太（14歳）
早季の同級生。のちに二班から一班のメンバーとなる。早季と当番委員になりたがる。
杉浦 敬（すぎうら たかし）
声 - 東地宏樹
早季の父親。神栖66町の町長。昔はいたずらっこだった。
渡辺 瑞穂（わたなべ みずほ）
声 - 伊藤美紀
早季の母親。図書館の司書。昔から優秀だった。
鏑木 肆星（かぶらぎ しせい）
声 - 星野貴紀
安全保障会議顧問。神栖66町で最強の呪力を持つ男。本気を出せば地球を真っ二つにすることができるとさえ噂されている。
片目に2つずつ、合計4つの虹彩がある特異な遺伝的特徴を持つ。その目は360度の視界を持ち、遮蔽物をも見通せ、反応速度は通常の神経細胞の限界を遙かに超える。
名実ともに人類最強の男であり、バケネズミの放つ火縄銃の銃弾すら完全に防ぐことができたが、悪鬼の少年の呪力による身体への直接攻撃は防げないため、死亡した。
日野 光風（ひの こうふう）
声 - 谷山紀章
職能会議代表。鏑木と並ぶ強大な呪力者。性格は少々常軌を逸している。バケネズミの奇襲により火縄銃の銃弾に倒れて死亡した。死に際に、神の申し子である（呪力を手にした）人間の身体がなぜこんなにも脆いのか、という疑問を口にして息絶えた。
朝比奈 富子（あさひな とみこ）
声 - 榊原良子
倫理委員会議長。覚の祖母（正確には9代前の先祖）。
彼女にしか使えない特殊な呪力により、200年以上生きている（早季が14歳の時点で267歳）。早季に後継者の器量を見いだし、様々な便宜を計る。
鳥飼 宏美（とりがい ひろみ）
声 - 天野由梨
教育委員会議長。渡辺瑞穂の友人。小心者で悪鬼や業魔の存在を何よりも恐れる。富子には頭が上がらない。
小松崎 昌代 (こまつざきまさよ)
声 - 山像かおり
教育委員会副議長。ややヒステリーぎみで高圧的な人物。早季への査問委員会の議事を進行する。
無瞋（むしん）
声 - 大木民夫
清浄寺の和尚。神栖66町でも最高の人格者。元・和貴園校長。早季に祝霊の儀式を行う。
離塵（りじん）
声 - 杉田智和
清浄寺の僧侶。西堂（教育を担当する最上位の役職）を務める。早季達一斑の生徒を発禁法第十条に触れた罪により呪力を凍結する。早季達を清浄寺まで先導しようとするが外来種のバケネズミの一団と遭遇し、風船犬の自爆攻撃に巻き込まれて死亡する。
遠藤（えんどう）
全人学級の教師で、早季たちの担任。通称「太陽王」。普段は温和だが、危険な存在となった生徒に対しては容赦なく処分を執行する一面を持つ。
乾（いぬい）
声 - 鳥海浩輔
鳥獣保護官。終盤では早季と行動を共にする。
メシア
声 - 矢島晶子
終盤に登場するバケネズミ側の生物兵器にあたる子供。「メシア」と言うのはバケネズミ側の呼称で人間名は無い。悪鬼として終盤街にやってくる。
その正体は真理亜と守の息子（アニメ版では娘）。髪は真理亜と同じく赤髪、かつ守を思わせる癖っ毛である。誕生してすぐに両親は殺され、バケネズミによって養育された。
バケネズミに育てられたため、自分をバケネズミと認識しており、本来同族である人間に対しては攻撃抑制と愧死機構が全く働かない。呪力に関しては、街の人間たちと違って教育を受けていないためそれほど高度な技などは使えず、鏑木肆星からは「呪力使いとしては下の下だな」と評されていた。人間に対しては一方的に攻撃できるが、バケネズミに対しては攻撃抑制と愧死機構が働くため、コロニー同士の戦争の際は呪力で相手の武器を取り上げるだけで攻撃はバケネズミが行っていた。最終的には、バケネズミである奇狼丸を殺害したことで愧死機構が発動し、死亡した。

### バケネズミ
スクィーラ / 野狐丸（やこまる）
声 - 浪川大輔
「塩屋虻コロニー」の奏上役を務めているバケネズミ。人間に対する態度は極めて卑屈。後に人間から「野狐丸」という漢字名を授けられる。弁が立ち非常に頭が切れるが、目的のためには手段を選ばない狡猾さが目立ち、早季や覚に不信感を抱かれている。
何らかの野心を秘めているらしく、早季たちを利用し塩屋虻のトップに立ってから旧弊的な体制や風習を次々と改革し、コロニー間の融合を推し進めることにより勢力を拡大していく。
奇狼丸（きろうまる）
声 - 平田広明
「大雀蜂コロニー」の総司令官であるバケネズミ。他のバケネズミたちとは容姿が異なり、人間に近い大柄で逞しい体格に鬣を生やしている。勇猛で戦士としても指揮官としても優れた力を有しているが、保守的な価値観のために野狐丸と敵対するようになる。
スクォンク
声 - 山本兼平
「木蠹蛾コロニー」のバケネズミ。全人学級に進学して間もない早季に、水路に落ちたところを助けられたことがある。後に真理亜から託された手紙を早季に渡す。

## 世界観・用語解説
物語の舞台は、現代（21世紀初頭）から1000年後の日本。その中でも「神栖66町」が主な舞台となる。作中の人類は「呪力」と呼ばれる超能力を身に着けている。

### 歴史
呪力、すなわちサイコキネシス（PK）の存在は、西暦2011年にアゼルバイジャンで行われた実験によって初めて科学的に立証された。それ以降、世界各地でPKを持つ能力者が確認されるようになり、最終的には世界人口の0.3%に達した。その当時のPKはさほど強力なものではなかったが、PKを用いた犯罪が頻発したことからPK能力者に対する弾圧が開始され、それに対抗するかの如く、より強力なPKを操る能力者が出現するようになる。
能力者と非能力者間の際限のない抗争は、結果として旧来の社会体制の崩壊、現代文明の終焉をもたらした。それにより、世界人口は最盛期の2%以下に激減したと推定される。その後、「暗黒時代」と呼ばれた、約500年間に渡る争乱期が到来した。
「暗黒時代」において、東北アジアの人間社会は4つの集団に分化した。それらはPKの君主を戴く奴隷王朝、非能力者の狩猟民、PKを持ち家族単位で移動する略奪者、先史文明の生き残りの科学者の4つである。略奪者は仲間割れによって早期に自滅し、奴隷王朝は600年以上存続したが世代間の抗争によって血筋が途絶え、暗黒時代は終焉する。その後狩猟民と奴隷王朝の民との間で戦争が起き、膨大な死者を出した。これを収拾するためにそれまで歴史の傍観者に徹してきた科学者たちが乗り出し、戦乱期を終わらせ、現在の社会体制が生み出される。
これらの歴史は、情報操作によって一部の人間以外には知らされていない。

### 社会
呪力を持つ人間同士が、社会生活を営むに当たって最も問題となったのは、呪力による対人攻撃の抑止である。PK能力には理論上、力の上限がないとされ、たった1人の能力者が無限の力を振るう事によって、社会や統治の枠組みが簡単に崩壊してしまう事を意味していた。
事実、先史文明や暗黒時代における略奪者の集団などは、野放図な呪力の使用によって破滅を迎えているため、「いかに人間の持つ攻撃性や攻撃的な呪力の使用を抑止するか」という点に重点を置いて社会は構築されている。これは、幼年期からのマインドコントロールに等しい思想教育や強力な情報統制、さらには記憶操作や不適格者の早期排除、後述の「攻撃抑制」や「愧死機構」といった仕組みの人間への組み込みといった、多重の手段となって現れている。
一見、のどかで牧歌的に見える世界も、その実態は、安全のためには手段を選ばぬ様々な抑制によって、辛うじて平和が保たれている状態にある。ただし、そういった事実の公知化自体が、人々には多大なストレスとなり社会の不安定化をもたらすため、一般には秘匿情報とされ厳重に管理されている。真実を知るのは倫理委員会議長など、街の中でも一握りの重要人物のみである。

### 地理
作中の日本列島の人口は5 - 6万人であり、神栖66町を含む9つの町が存在する。残り8つの町の名は「夕張新生町」（北海道）、「白石71町」（東北）、「胎内84町」（北陸）、「小海95町」（中部）、「精華59町」（近畿）、「石見銀山町」（中国）、「四万十町」（四国）、「西海77町」（九州）。科学文明が衰退しているため、町同士の交流はほとんどない。また、海外との交渉も数百年行われていない。
神栖66町（かみすろくじゅうろくちょう）
現実世界の茨城県神栖市の辺りに位置する町。物語の主な舞台となる。
人口はおよそ3000人強。周囲50キロメートルほどの地域に点在する七つの郷から構成される。郷の名はそれぞれ「茅輪の郷（ちのわ - ）」、「松風の郷（まつかぜ - ）」、「白砂の郷（しらすな - ）」、「水車の郷（みずぐるま - ）」、「見晴の郷（みはらし - ）」、「黄金の郷（こがね - ）」、「櫟林の郷（くぬぎばやし - ）」。利根川から引かれた数十の水路が、町の中を縦横無尽に張り巡らされている。
貨幣は存在せず、助け合いと無償の奉仕を基盤とした社会が築かれている。町の中と外は、外から悪いものが侵入するのを防ぐ「八丁標（はっちょうじめ）」という注連縄によって隔てられている。子供たちは、決して八丁標の外に出てはならないと言いつけられている。
和貴園（わきえん）
神栖66町に3つある小学校のひとつ。早季・覚・瞬・真理亜の母校。6歳で入学し、卒業の時期は個々人で異なる。町にある他の2つの小学校は「友愛園（ゆうあいえん）」と「徳育園（とくいくえん）」。
全人学級（ぜんじんがっきゅう）
茅輪の郷にある上級学校。呪力の発現を示す「祝霊」が訪れた者が進学する。呪力のトレーニングが行われる。
妙法農場（みょうほうのうじょう）
黄金の郷にある農場。呪力で改造された動植物が育てられている。

清浄寺（しょうじょうじ）
八丁標の外、利根川上流にある寺。呪力が発現した子供は、ここで護摩を焚く儀式を経て、呪力を起動する鍵となる真言（マントラ）を授けられる。
東京
人間やバケネズミすら近寄らない不毛の大地。かつては日本の首都だったが、1000年前の戦争によって破壊された。その後の長い年月で建造物が溶け、地上は太古のカルスト台地のように変貌し、地下空間は熱と湿気に覆われて不気味な生物が跋扈する地獄と化している。

### 呪力
呪力（じゅりょく）
この世界の人間が備えているPK（念動力、サイコキネシス）。脳内でイメージを描くことによってそれを具現化し、様々なことに応用することができる。12歳頃に「祝霊（しゅくれい）」と呼ばれるポルターガイスト現象が起こるのを機に発現する。
呪力を行使するには目標を視認しイメージする必要がある。神栖66町では目を大事にするよう教育しており、視力に少しでも不安を感じた場合には予測不可能な危険を伴うため、呪力の行使を禁じている。また一人の人間が呪力を行使している対象に、他の人間が行使して割り込むと虹のような干渉模様が現れ、空間が歪み極めて危険な事態となるため、これも固く禁じている。
使えるエネルギーには事実上上限が無く、強力な呪力行使は核兵器の威力すらも上回る。ただし呪力行使には集中力が必要とされ、呪力を行使する人間の体力・精神力には限りがある。
攻撃に特化した一方、防御では弓矢や投石をせき止めるなど応用できるものの、呪力による直接攻撃を防ぐことは鏑木肆星や日野光風クラスの達人であってもできない。また視認できない攻撃（火縄銃、死角からの攻撃など）・罠・毒ガス・薬物・生物兵器などにも対処が困難であり不利となる。そのため、同種間攻撃などが少しでも起こった場合には社会全体の崩壊も起きかねず、それを避けるべく「攻撃抑制」と「愧死機構」が呪力を持つ人間の遺伝子には組み込まれている。実際に先史文明が滅びた歴史が語られているが、その原因は対象を視認しただけで破壊できるという圧倒的に先制攻撃する側が有利なため、いつ殺されるかわからないという疑心暗鬼に陥ったため滅びたとされている。
呪力の原理は、恒星の莫大なエネルギーを利用しているというものと、人間の脳を介して量子力学的な現象をコントロールしているという、二つの説が提唱されている。
攻撃抑制（こうげきよくせい）
強力な呪力を持った人間同士の争いを避けるため、あらかじめ人間の遺伝子に組み込まれている機構。
オオカミなどの野生動物では、攻撃能力が高い分、争いが起きた時の群れ内での被害が大きくなるため、攻撃的な衝動を抑制する機構がある。これを基にして開発された仕組みで、人間の攻撃的な衝動を抑える。
愧死機構（きしきこう）
攻撃抑制と同じく、あらかじめ人間の遺伝子に組み込まれている機構。同種である人間を攻撃しようとした際に作用する。
対人攻撃を脳が認識すると、無意識のうちに呪力が発動し、眩暈・動悸などの警告発作が起こる。それでもなお警告を無視し攻撃を続行した場合には、強直の発作により死に至る。これは教育などの施しによって、さらに作用を付加・強化することができる。
計画当初、ボノボに肖った過度な性的接触や仲間内での触れ合い、徹底とした教育、あるいは薬物を使った洗脳で人間の殺戮衝動を押さえ込もうとしていたが、それだけでは十年以内に破綻することが算出され、最後の手段として人間へと組み込まれた。
悪鬼（あっき）
神栖66町に伝わる伝説の怪物。八丁標の外に出ると悪鬼に襲われると言われている。
実際は「ラーマン・クロギウス症候群」、別名「『鶏小屋の狐（フォックス・イン・ザ・ヘンハウス）』症候群」に該当する精神病質者を指す言葉。先天的に攻撃抑制および愧死機構が機能しておらず、呪力で同種である人間への攻撃を躊躇なく行い、殺戮の限りを尽くし続ける。混沌型と呼ばれるラーマン型と、秩序型と呼ばれるクロギウス型に大別される。なお、「ラーマン」および「クロギウス」は、それぞれ過去に数万人を殺した悪鬼の少年の名前が由来。
業魔（ごうま）
悪鬼と同じく、神栖66町に伝わる伝説の怪物。
実際は「橋本・アッペルバウム症候群」の重篤期患者を指す言葉。パニック障害に類似した事象が脳内で起こって呪力の制御が不可能となり、無意識に大量の呪力を漏出させ、周囲の生物・無生物を異形化させてしまう。治療法はない。
サイコ・バスター
現代文明の末期に、対PK能力者用に開発された生物兵器。悪鬼に対抗しうる唯一の手段とされている。
正式名称はSTBA（強毒性炭疽菌）。遺伝子操作によって毒性や寿命の向上が行われた炭疽菌であり、大量破壊兵器に分類されるが、放たれてから数年で弱毒化するため、他の大量破壊兵器と比較すると戦後処理は容易。バイオハザードマークを象った十字架型の容器に封入されており、PK能力者の足元に叩きつけて使用される。米国製であり、米軍を通じて日本にも持ち込まれていた。

### 生物
バケネズミ
毛の無いネズミのような外見をした哺乳類で、ハダカデバネズミから進化したとされる生物。呪力を持つ人間を神と崇め、絶対的に服従している。体長は大きいもので1メートルにも達し、二本の脚で直立すれば人間の子供とほとんど変わらない身長になる。
社会性昆虫のように真社会性を持ち、女王を中心とした巨大なコロニーを形成している。一つのコロニー内には小規模なものでも数百匹、大規模なものになると一万匹に及ぶバケネズミを抱えている。人間並みの知能を持ち、独自の言語（通称バケネズミ語）で意思疎通する。指揮官や女王など、上位の個体は人間の言語（作中では日本語）を使い会話することができる。
人間に忠誠を誓ったコロニーは、人間側に貢物と役務を提供する代わりに生存を保障され、そういったコロニーには漢字の名前が与えられる（通常は虫偏の着いたもの。『木蠹蛾』、『塩屋虻』、『大雀蜂』など）。また、人間から正式な漢字名を授かったバケネズミは、突出した能力を認められた者が多く、全てのバケネズミの中でも十数匹しかいない。
物語の最終盤において、バケネズミはハダカデバネズミの進化種ではなく、呪力をもたない非能力者の存在を恐れた能力者が、非能力者の遺伝子を操作して作り上げた元人間であることが明らかになる。バケネズミの醜い外見には、能力者がバケネズミを同類として認識することを阻害し、結果としてバケネズミの殺害に対して愧死機構が発動しないための役割がある。
ミノシロ
ミノウミウシが進化したと言われる生物。複数の触手と歩行肢を持つ芋虫のような姿 をしており、複数の亜種が存在する。神聖な動物とされているが、バケネズミは食料としている。早季の調査によれば、ここ数百年の間に現れたらしい。
ミノシロモドキ
声 - 玉川砂記子
ミノシロに擬態している、国立国会図書館つくば館の自律進化型・自走式アーカイブ。正式名称は「Panasonic 自走型アーカイブ・自律進化バージョンSE-778HΛ」。2129年までに出版された約4000万冊の本をデータ化して記録している。微生物や小動物の血液などを栄養源とする他、発光による催眠術などの自衛手段も持っている。
ニセミノシロモドキ
声 - 平松晶子
小型・旧式のミノシロモドキ。正式名称は「TOSHIBA 太陽電池式自走型アーカイブSP-SPTA-6000」。

風船犬（ふうせんいぬ）
怒らせると体が膨れていき、最後には破裂する生物。その正体は土蜘蛛コロニーが兵器として生み出したミュータント。なお、他にも数種類のミュータントが存在している。
ネコダマシ（猫騙し） / 不浄猫（ふじょうねこ）
小学校を卒業できない子供を連れ去ると言われる、猫の化け物。子供達の噂だけの存在だと思われていたが実在している。その正体は呪力による変異を利用した品種改良で強化された猫で、何らかの理由で「不要」と判断された人間を密かに始末するための生物兵器。大型ネコ科動物のような巨体にグロテスクな容姿を持つ。呪力によって物理法則を無視した動きを取ることが可能で、気配を絶ちつつ如何なる場所でも奇襲攻撃を仕掛けることができる。ただし、単純な戦闘力では呪力を全開にした人間には敵わない。
フクロウシ（袋牛）
牛に寄生する袋状の生物。牛の仲間が進化したもの。
カヤノスヅクリ（茅の巣作り）
鳥のようなくちばしを持つ蛇。鳥の巣を模倣したものを造り、そこに偽卵を生みつけ、托卵する鳥の卵を奪う。
トラバサミ（虎挟み）
大型・肉食性のカニ。ガザミが進化したもの。
この他、東京の地下には地下生活に適応した何種類もの生物が生息している。

## 書籍情報
単行本
2008年1月23日に講談社から刊行。
- 上、ISBN 978-4-06-214323-3
- 下、ISBN 978-4-06-214324-0

新書版
2009年8月6日に講談社ノベルス（講談社）から刊行。
- ISBN 978-4-06-182660-1

文庫版
2011年1月14日に講談社文庫（講談社）から刊行。
- 上、ISBN 978-4-06-276853-5
- 中、ISBN 978-4-06-276854-2
- 下、ISBN 978-4-06-276855-9

## 漫画
『別冊少年マガジン』（講談社）2012年6月号から2014年7月号まで連載。作画は及川徹。「ストーリーの時系列と登場人物の設定が相違している 」「一部登場人物が登場しない」など、原作から大きく改変されている。
単行本において、本編から退場したキャラクターたちのギャグ漫画「おだぶつゆう麗子ちゃん」が執筆されており、幽霊となった麗子が傍観者として物語の成り行きを見守る（四巻では瞬が、六巻では真理亜と守が合流する）ストーリーとなっている。

### 登場人物（漫画）
ここでは、漫画（漫画版オリジナル以外）での設定について記す。

### 単行本
- 貴志祐介（原作）・及川徹（作画） 『新世界より』 講談社〈講談社コミックス〉、全7巻
  1. 2012年10月9日発売、ISBN 978-4-06-384745-1
  2. 2012年12月7日発売、ISBN 978-4-06-384778-9
  3. 2013年5月9日発売、ISBN 978-4-06-384840-3
  4. 2013年9月9日発売、ISBN 978-4-06-394924-7
  5. 2013年12月9日発売、ISBN 978-4-06-394957-5
  6. 2014年4月9日発売、ISBN 978-4-06-395019-9
  7. 2014年8月8日発売、ISBN 978-4063951424

## テレビアニメ
テレビ朝日、テレ朝チャンネル、朝日放送にて2012年10月から2013年3月まで放送された。キャッチコピーは「偽りの神に抗え。」。ナレーションは遠藤綾が担当。
内容は原作をほぼ忠実に再現している。また、本作の世界観を解説することを目的とした番組『新世界よりクロニクル』（しんせかいよりクロニクル）が、CSで放送された。

### スタッフ
- 原作 - 貴志祐介「新世界より」（講談社文庫刊）[6]
- プロデューサー - 梶淳(テレビ朝日)、木下哲哉、細川修、川上純平、落越友則
- 監督 - 石浜真史[6]
- 助監督 - ヤマトナオミチ[6]
- シリーズ構成 - 十川誠志[6]
- キャラクター原案 - 依り[6]
- キャラクターデザイン - 久保田誓[6]
- トータルデザインコンセプト - 長澤真[6]
- サブキャラクターデザイン - 清水祐実
- コスチュームデザイン - 森崎貞
- プロップデザイン - 岩永悦宜
- キーアニメーター - 小島崇史
- 美術監督 - 山根左帆[6]
- 色彩設計 - 安部なぎさ[6]
- 撮影監督 - 後藤春陽
- CG監督 - 雲藤隆太
- 編集 - 坪根健太郎
- 音響監督 - 本山哲
- 音響効果 - 山田稔(いいな)
- 音楽 - 小森茂生[6]
- 音楽プロデューサー - 磯山敦
- 音楽制作 - ポニーキャニオン
- アニメーションプロデューサー - 大松裕
- 制作 - A-1 Pictures[6]
- 製作 - 「新世界より」製作委員会[6]

### 主題歌
「割れたリンゴ」（第1話 - 第16話）
作詞 - 稲葉エミ / 作曲・編曲 - 尾崎力 / 歌 - 渡辺早季（種田梨沙）
「雪に咲く花」（第16話 - 第24話）
作詞 - 稲葉エミ / 作曲・編曲 - 小森茂生 / 歌 - 秋月真理亜（花澤香菜）
第16話ではオープニングで使用。

### 各話リスト
| 話数                                      | サブタイトル     | 脚本              | 絵コンテ        | 演出            | 作画監督                              |
| 第1部（12歳編）                           | 第1部（12歳編）  | 第1部（12歳編）   | 第1部（12歳編） | 第1部（12歳編） | 第1部（12歳編）                       |
| ----------------------------------------- | ---------------- | ----------------- | --------------- | --------------- | ------------------------------------- |
| 第一話                                    | 若葉の季節       | 十川誠志          | 石浜真史        | ヤマトナオミチ  | 久保田誓                              |
| 第二話                                    | 消えゆく子ら     | 十川誠志          | 石浜真史        | ヤマトナオミチ  | 蘇武裕子                              |
| 第三話                                    | ミノシロモドキ   | 十川誠志          | 石浜真史        | 工藤寛顕        | 清水祐実                              |
| 第四話                                    | 血塗られた歴史   | 中瀬理香          | 小倉陳利        | ヤマトナオミチ  | 近藤圭一                              |
| 第五話                                    | 逃亡の熱帯夜     | 浦沢広平          | 山内重保        | 山内重保        | 羽山淳一                              |
| 第六話                                    | 逃避行           | 中村能子          | 黒沢守          | 黒沢守          | 小島大和                              |
| 第七話                                    | 夏闇             | 十川誠志          | 小倉陳利        | 渕上真          | 志賀道憲                              |
| 第2部（14歳編）                           |                  |                   |                 |                 |                                       |
| 第八話                                    | 予兆             | 中瀬理香          | 柳沼和良        | 柳沼和良        | 石浜真史、古住千秋 山本篤史、清水祐実 |
| 第九話                                    | 風立ちぬ         | 中村能子 浦沢広平 | 小倉陳利        | 高村雄太        | 小山知洋                              |
| 第十話                                    | 闇よりも         | 浦沢広平 十川誠志 | 山内重保        | 山内重保        | 羽山淳一                              |
| 第十一話                                  | 冬の遠雷         | 十川誠志          | 黒澤守          | 高橋知也        | 近藤圭一                              |
| 第十二話                                  | 弱い環           | 十川誠志          | 石浜真史        | ヤマトナオミチ  | 小島大和、佐原亜湖 古住千秋、清水祐実 |
| 第十三話                                  | 再会             | 十川誠志          | 佐々木守        | 藤瀬順一        | 佐々木守                              |
| 第十四話                                  | 雪華             | 中瀬理香          | 山内重保        | 中山敦史 森義博 | 鈴木美音織、小林利充 実原登           |
| 第十五話                                  | 残像             | 中瀬理香          | 小倉陳利        | 広嶋秀樹        | 橋本航平、松井誠                      |
| 第十六話                                  | 愛する早季へ     | 十川誠志          | 黒沢守          | 高橋知也        | 中森晃太郎                            |
| 第3部（26歳編）（最終話の終盤のみ36歳編） |                  |                   |                 |                 |                                       |
| 第十七話                                  | 破滅の足音       | 中村能子          | 小倉陳利        | ヤマトナオミチ  | 山本篤史、古住千秋                    |
| 第十八話                                  | 紅い花           | 浦沢広平          | 小倉陳利        | 富田浩章        | 猪口美緒                              |
| 第十九話                                  | 暗闇             | 中瀬理香          | 石浜真史        | ヤマトナオミチ  | 山口真未、小島崇史                    |
| 第二十話                                  | 冷たい日だまり   | 浦沢広平          | 松本淳          | 岡田堅二朗      | 村田峻治                              |
| 第二十一話                                | 劫火             | 十川誠志          | 小倉陳利        | 奥野耕太        | しんぼたくろう                        |
| 第二十二話                                | 東京             | 十川誠志          | 黒沢守          | 黒沢守          | 清水祐実、古住千秋                    |
| 第二十三話                                | 少年の顔         | 十川誠志          | 和村昭          | 高橋知也        | 村田峻治、猪口美緒                    |
| 第二十四話                                | 闇に燃えし篝火は | 十川誠志          | 佐々木守        | 富田浩章        | 山口真未、山本篤史 冨田収子           |
| 第二十五話                                | 新世界より       | 十川誠志          | 石浜真史        | ヤマトナオミチ  | 久保田誓                              |

### 放送局
| 放送地域   | 放送局             | 放送期間                                                                              | 放送日時                                                                     | 放送系列             | 備考                                            |
| ---------- | ------------------ | ------------------------------------------------------------------------------------- | ---------------------------------------------------------------------------- | -------------------- | ----------------------------------------------- |
| 日本全域   | テレ朝チャンネルHD | 2012年9月29日 - 2013年3月23日                                                         | 土曜 0:30 - 1:00（金曜深夜）                                                 | テレビ朝日系列CS放送 | リピート放送あり                                |
| 関東広域圏 | テレビ朝日         | 2012年10月3日 - 2013年3月27日                                                         | 水曜 3:10 - 3:40（火曜深夜）                                                 | テレビ朝日系列       | 製作委員会参加 作品の舞台地（茨城県）           |
| 近畿広域圏 | 朝日放送           | 2012年10月4日 - 2013年3月28日                                                         | 木曜 2:48 - 3:18（水曜深夜）                                                 | テレビ朝日系列       | 『水曜アニメ〈水もん〉』第2部                   |
| 日本全域   | ニコニコ生放送     | 2012年10月4日 - 2013年3月28日                                                         | 木曜 23:30 - 翌0:00                                                          | ネット配信           |                                                 |
| 日本全域   | ニコニコチャンネル | 2012年10月4日 - 2013年3月28日                                                         | 木曜 0:00（水曜深夜）更新                                                    | ネット配信           |                                                 |
| 日本全域   | テレ朝動画         | 2012年10月4日 - 2013年3月28日                                                         | 木曜 更新                                                                    | ネット配信           |                                                 |
| 日本全域   | BSスカパー!        | 2013年6月1日 - 6月10日 2013年6月23日（第1話 - 第6話） 2013年6月30日（第7話 - 第13話） | 連日 15:30 - 16:00 日曜 1:30 - 4:30（土曜深夜） 日曜 1:30 - 5:00（土曜深夜） | BSデジタル放送       | リピート放送あり 『新世界よりクロニクル』も放送 |

- テレビ朝日とテレ朝チャンネルでは事前番組『この秋一番の注目アニメ!「新世界より」の魅力をみっちり教えまスペシャル!!』が放送された[7]。

### 関連商品

#### Blu-ray / DVD
| 巻     | 発売日         | 収録話          | 規格品番   | 規格品番   |
| 巻     | 発売日         | 収録話          | Blu-ray    | DVD        |
| ------ | -------------- | --------------- | ---------- | ---------- |
| 第一巻 | 2012年11月30日 | 第1話           | PCXG-50181 | PCBG-52161 |
| 第二巻 | 2012年12月28日 | 第2話 - 第4話   | PCXG-50182 | PCBG-52162 |
| 第三巻 | 2013年1月25日  | 第5話 - 第7話   | PCXG-50183 | PCBG-52163 |
| 第四巻 | 2013年2月20日  | 第8話 - 第10話  | PCXG-50184 | PCBG-52164 |
| 第五巻 | 2013年3月20日  | 第11話 - 第13話 | PCXG-50185 | PCBG-52165 |
| 第六巻 | 2013年4月17日  | 第14話 - 第16話 | PCXG-50186 | PCBG-52166 |
| 第七巻 | 2013年5月24日  | 第17話 - 第19話 | PCXG-50187 | PCBG-52167 |
| 第八巻 | 2013年6月19日  | 第20話 - 第22話 | PCXG-50188 | PCBG-52168 |
| 第九巻 | 2013年7月17日  | 第23話 - 第25話 | PCXG-50189 | PCBG-52169 |

#### CD
| 発売日        | タイトル                 | 規格品番   |
| ------------- | ------------------------ | ---------- |
| 2013年1月25日 | 割れたリンゴ／雪に咲く花 | PCCG-70156 |